# Gymnastiek op de Olympische Zomerspelen 2016 – Trampoline mannen
Het trampoline springen voor de mannen op de Olympische Zomerspelen 2016 in Rio de Janeiro vond plaats op 13 augustus (kwalificatie en finale). De Wit-Rus Uladzislau won het onderdeel voor de Chinees Dong Dong die het zilver pakte en de Chinees Lei Gao die het brons won.

## Format
Alle deelnemende mannen moesten twee kwalificatie-oefening springen. De scores van beide oefeningen werden bij elkaar opgeteld en de beste acht deelnemers gingen door naar de finale. Echter mochten er maximaal twee deelnemers per land in de finale komen. De scores van de kwalificatie werden bij de finale gewist, en alleen de scores die in de finale gehaald werden, telden. In de finale mochten de acht springers maar een oefening springen.

## Uitslag

### Finale
- D-Score; de moeilijkheidsgraad van de oefening
- E-Score; de uitvoeringsscore van de oefening
- Vlucht; de score voor de vlucht
- Straf; straffen die zijn gegeven door de jury
- Totaal; D-Score + E-Score + Vlucht - Straf geeft de totaalscore

| Rang   | Naam                   | Land | D-Score | E-Score | Vlucht | Straf | Totaal |
| ------ | ---------------------- | ---- | ------- | ------- | ------ | ----- | ------ |
| Goud   | Vladsjislav Gantsjarov | BLR  | 17.300  | 26.400  | 18.045 |       | 61.745 |
| Zilver | Dong Dong              | CHN  | 17.800  | 25.200  | 17.535 |       | 60.535 |
| Brons  | Lei Gao                | CHN  | 18.400  | 23.700  | 18.075 |       | 60.175 |
| 4      | Ginga Munetomo         | JPN  | 18.000  | 23.700  | 17.835 |       | 59.535 |
| 5      | Dmitrij Oesjakov       | RUS  | 16.700  | 25.500  | 17.325 |       | 59.525 |
| 6      | Masaki Ito             | JPN  | 17.200  | 24.000  | 17.600 |       | 58.800 |
| 7      | Dylan Schmidt          | NZL  | 17.100  | 22.500  | 17.540 |       | 57.140 |
| 8      | Andrej Joedin          | RUS  | 2.200   | 2.700   | 1.915  |       | 6.815  |

2000: Aleksandr Moskalenko ·
2004: Joeri Nikitin ·
2008: Lu Chunlong · 
2012: Dong Dong · 
2016: Vladsjislav Gantsjarov · 
2020: Ivan Litvinovitsj · 
2024: Ivan Litvinovitsj · 